# Den sjunde vågen
Den sjunde vågen är ett begrepp och en föreställning att havets vågrörelser har ett bestämt mönster där den sjunde vågen är den största i förhållande till de sex föregående och att efter den sjunde vågen skulle mönstret återupprepas. Denna föreställning om vågdynamik är idag avfärdad som en myt.
Begreppet den sjunde vågen används som begrepp för något olycksbådande. Begreppet återfinns bland annat i sången Juni, juli, augusti av popgruppen Gyllene Tider från 1996, med textraden Jag räknar varje sjunde våg, och Den sjunde vågen av EBMgruppen Spark!. 